# Europop
Europop är en inriktning inom popmusik som utvecklades i Europa under 1970-talet och hade fortsatta framgångar under 1980-talet och 1990-talet. Europop bygger på enkla, medryckande melodier med enkla texter, oftast om kärlek eller dans. Många av de mer framgångsrika inom genren har kommit från Sverige, bland annat Abba under 1970-talet, Roxette under slutet av 1980-talet till början av 1990-talet och Ace of Base under mitten och slutet av 1990-talet. Eurovision Song Contest har dominerats av denna gren från mitten av 1970-talet, men den dominansen har sedan början av 2000-talets första decennium börjat minska.

### Fotnoter
1. ↑  ”Europop/Eurorock”. Survey of American Popular Music. http://www.shsu.edu/lis_fwh/book/hybrid_children_of_rock/Euro-pop2.htm. Läst 16 oktober 2014.